# Sommer-OL 1956
Sommer-OL 1956, som blev afholdt i Melbourne i Australien, var de første olympiske lege, som fandt sted på den sydlige halvkugle. Australien nægtede dog at ændre sine karantæneregler, der krævede en seks måneders karantæne for fremmede heste. Som et resultat blev alle ridesportdiscipliner afholdt i Stockholm.
Afstanden mellem Melbourne og resten af verden kunne mærkes. Rejseomkostninger og akklimatisering gav store problemer, og antallet af deltagere faldt drastisk. Mange lande dukkede ikke engang op. Efter 146 danske deltagere i Helsingfors var der kun 32 danskere med i Melbourne.
Igen var der indblandet meget politik i legene. Taiwan var med, og det betød, at Kina ikke ville deltage. Suez-krisen udelukkede Egypten og Libanon. Og Liechtenstein, Holland, Spanien og Schweiz boykottede OL som følge af den sovjetiske invasion af Ungarn.
En vigtig vandpolokamp mellem Sovjet og Ungarn blev afbrudt under kampen, da begge hold spillede voldsomt, og mange spillere kom til skade i bassinet. Kampen er siden blevet kendt som "Blod i vandet-kampen".
Lis Hartel vandt sin anden sølvmedalje i dressur, og Paul Elvstrøm vandt guld for tredje OL i træk, for anden gang i finnjolle.
Danske deltagere:
- 28 mænd
- 4 kvinder

Danske medaljer i Melbourne/Stockholm 1956
- Guld: 1 – sejlsport
- Sølv: 2 – dressur, sejlsport
- Bronze: 1 – kajak

## Boksning
I den olympiske bokseturnering deltog 164 boksere fra 34 nationer. Som ved Sommer-OL 1952 kæmpede bokserne i 10 vægtklasser. Legenes pris som ”most stylish and efficient boxer” gik til Richard McTaggart fra Storbritannien, der blev olympisk mester i letvægtsklassen. Ungareren László Papp blev den første bokser, der vandt 3 guldmedaljer, da han vandt titlen i letmellemvægt. Han havde forinden vundet guld ved Sommer-OL 1948 og 1952. Sværvægtstitlen gik til amerikaneren Pete Rademacher, der i finalen noget overraskende stoppede favoritten Moukhine fra USSR. Pete Rademacher blev umiddelbart herefter professionel, og debuterede i en VM-kamp om den professionelle sværvægtstitel mod den forsvarende mester, OL guldvinderen fra 1952, Floyd Patterson.
Fra Danmark deltog Henrik I. Ottesen (bantamvægt, tabte sin første kamp i turneringens 2. runde), Hans V. Petersen (letweltervægt, vandt 1. kamp mod Rodriguez, Venezuela, men tabte 2. kamp til Dumitrescu, Rumænien), og Jens Andersen (mellemvægt, tabte sin første kamp til Rinaldi, Italien). 

## Medaljetabel
Top 10
| Placering | Land                          | Guld | Sølv | Bronze | Total |
| --------- | ----------------------------- | ---- | ---- | ------ | ----- |
| 1         | Sovjetunionen (URS)           | 37   | 29   | 32     | 98    |
| 2         | USA (USA)                     | 32   | 25   | 17     | 74    |
| 3         | Australien (AUS)              | 13   | 8    | 14     | 35    |
| 4         | Ungarn (HUN)                  | 9    | 10   | 7      | 26    |
| 5         | Italien (ITA)                 | 8    | 8    | 9      | 25    |
| 6         | Sverige (SWE)                 | 8    | 5    | 6      | 19    |
| 7         | Tysklands forenede hold (EUA) | 6    | 13   | 7      | 26    |
| 8         | Storbritannien (GBR)          | 6    | 7    | 11     | 24    |
| 9         | Rumænien (ROU)                | 5    | 3    | 5      | 13    |
| 10        | Japan (JPN)                   | 4    | 10   | 5      | 19    |

- Wikimedia Commons har flere filer relateret til Sommer-OL 1956

| Sport | Spire Denne artikel om sport er en spire som bør udbygges. Du er velkommen til at hjælpe Wikipedia ved at udvide den. |